# Podleský potok (přítok Černé)
Podleský potok (německy Streitseifenbach) je pravostranným přítokem Černé v okrese Karlovy Vary v Karlovarském kraji.
Délka toku měří 4,5 km.
Plocha povodí činí 8,8 km².

## Průběh toku
Potok pramení v Krušných horách přibližně 1,7 km jižně od česko-saské hranice. Jeho pramen se nachází na úbočí Kraví hory (958 m) v nadmořské výšce okolo 950 metrů. Zalesněnou krajinou teče potok od pramene severozápadním směrem. Protéká územím, které bylo v minulosti významnou hornickou oblastí. Pod svahy Pískové skály (962 m) se při levém břehu dochovaly nepřehlédnutelné sejpy, pozůstatky po rýžování cínové rudy.. Pod hotelem U červené lišky v téměř zaniklé osadě Podlesí se tok potoka otáčí k jihozápadu. Podél silnice, později i podél hornické naučné stezky směřuje tok údolím pod prudkými a skalnatými svahy Pískové skály a Rudné hory (852 m) do Potůčků. Pod ekologickou papírnou Ekopa, při východním okraji Potůčků, se zprava vlévá do Černé.